# Anders Moberg
Anders Moberg (Älmhult, 21 maart 1950) was de Zweedse voorzitter, CEO en president van Ahold van 2003 tot 2007. 

## Loopbaan
Eerder zat Moberg van 1986 tot 1999 in de leiding van het IKEA-concern. Van 1999 tot 2002 werkte hij als lid van het bestuur van de Amerikaanse firma Home Depot. Hij trad op 5 mei 2003 bij Ahold aan als opvolger van de omstreden Cees van der Hoeven. De aanstelling van Moberg verliep tumultueus. Een deel van het Nederlandse publiek, en in mindere mate enkele aandeelhouders, waren verontwaardigd over de hoogte van zijn salaris en beloningen. Vooral de timing, vlak nadat duidelijk werd dat 400 Aholdmedewerkers hun baan zouden verliezen, werd Moberg kwalijk genomen.
De Volkskrant riep op tot een boycot van Albert Heijn ("Consumenten aller landen, boycot Albert Heijn") en het Financieel Dagblad rapporteerde dat uit een steekproef van Maurice de Hond bleek dat die vrijdag 15% van de geregelde AH-klanten aangaf niet bij Albert Heijn zijn of haar inkopen te hebben gedaan. Zibb meldde vervolgens dat in de week van de boycot een daling van de Albert Heijn omzet met 5% plaatsvond.
Moberg verliet per 1 juli 2007 Ahold. Daarna ging hij bij de Majid Al Futtaim Group in Dubai, een investeringsmaatschappij die zich specialiseerde in het bouwen van winkelcentra in Dubai, aan de slag. Zijn jaarlijkse vergoeding bedroeg 1,5 miljoen euro. In 2010 werd hij door zijn werkgever bedankt voor zijn diensten. Hij bekleedt diverse commissariaten en is als 'adjunct professor' verbonden aan de Copenhagen Business School.